# La noia de la finestra
La noia de la finestra (originalment en anglès, Girl at the Window) és una pel·lícula australiana de misteri de 2022, dirigida per Mark Hartley. S'ha doblat i subtitulat al català.

## Repartiment
- Radha Mitchell com a Barbara Poynton
- Ella Newton com a Amy Poynton
- Karis Oka com a Lian Chen
- James Mackay com a Mr. Coleman
- Vince Colosimo com a Chris Mancini
- Andrew S. Gilbert com el detectiu John Nordoff
- Jackson Gallagher com el detectiu Reuben Knox
- Sharon Johal com el detectiu Dhara Mallick